# Premi Femení de Ficció
El Premi Femení de Ficció (conegut també pel nom d'anteriors patrocinadors com el Premi Orange de Ficció (1996–2006 i 2009–12), Premi Orange banda ampla de Ficció (2007–08) o Premi Femení Baileys de Ficció (2014–2017)) és un dels premis literaris més prestigiosos del Regne Unit. És atorgat anualment a una escriptora de qualsevol nacionalitat per la millor novel·la original escrita en anglès i publicada al Regne Unit durant l'any anterior.

## Història
El premi va ser establert per reconèixer la consecució literària de dones escriptores. La idea que va inspirar el Premi Baileys va ser el Premi Booker de 1991, quan cap del sis llibres finalistes seleccionats havien estat escrits per una dona, malgrat el 60% de novel·les publicades durant l'any eren d'autores dones.
Un grup de dones i homes treballadors de la industria: editors, agents, llibreters, bibliotecaris, periodistes, etc. es van reunir per investigar el fet. Les conclusions de la recerca va mostrar que les fites literàries de les dones sovint no eren reconegudes per la majoria de premis literaris importants.
La guanyadora del premi rep 30,000£, juntament amb una escultura de bronze anomenada Bessie creada per l'artista Grizel Niven, germana de l'actor i escriptor David Niven.
Habitualment, una llista llarga de llibres seleccionats s'anuncia al mes de març de cada any, seguida d'una selecció més curta al mes de juny. La guanyadora es seleccionada per un jurat compost per "cinc dones influents" que varia anualment.
El mes de juny de 2017, el premi va anunciar que canviaria el seu nom a "Premi Femení de Ficció" a partir de 2018, i tindria el suport de diversos patrocinadors.

## Guanyadores
La guanyadora del Premi Femení de Ficció s'anuncia anualment al principi del mes de juny. La llista sencera de guanyadores es publica al lloc web oficial del Premi.
- 1996 - Helen Dunmore, A Spell of Winter
- 1997 - Anne Michaels, Fugitive Pieces
- 1998 - Carol Shields, Larry's Party
- 1999 - Susanne Berne, A Crime in the Neighborhood
- 2000 - Linda Grant, When I Lived in Modern Times
- 2001 - Kate Grenville, The Idea of Perfection
- 2002 - Ann Patchett, Bel Canto
- 2003 - Valery Martin, Property
- 2004 - Andrea Levy, Small Island
- 2005 - Lionel Shriver, We Need to Talk About Kevin
- 2006 - Zadie Smith, On Beauty. Traduïda al català com Sobre la bellesa, publicada per RBA Edicions.[11]
- 2007 - Chimamanda Ngozi Adichie, Half of a Yellow Sun. Traduïda la català com Mig sol groc, publicada per Grup 62.[12]
- 2008 - Rose Tremain, The Road Home
- 2009 - Marilynne Robinson, Home. Traduïda al català com Vida de casa, publicada per Edicions de 1984.[13]
- 2010 - Barbara Kingsolver, The Lacuna
- 2011 - Téa Obreht, The Tiger's Wife
- 2012 - Madeline Miller, The Song of Achilles
- 2013 - A. M. Homes, May We Be Forgiven
- 2014 - Eimear McBride, A Girl Is a Half-formed Thing
- 2015 - Ali Smith, How to Be Both. Traduïda al català com Com ser-ho alhora, publicada per Edicions Saldonar.[14]
- 2016 - Lisa McInerneyi, The Glorious Heresies
- 2017 - Naomi Alderman, The Power
- 2018 - Kamila Shamsie, Home Fire
- 2019 - Tayari Jones, An American Marriage
- 2020 - Maggie O'Farrell, Hamnet. Traduïda al català amb el mateix títol, i publicada per L'Altra Editorial.[15]
- 2021 - Susanna Clarke, Piranesi. Traduïda al català amb el mateix títol, i publicada per Amsterdam Llibres.[16]
- 2022 - Ruth Ozeki, The Book of Form and Emptiness
- 2023 - Barbara Kingsolver, Demon Copperhead. Traduïda al català amb el mateix títol, i publicada per Navona Editorial.[17]
- 2024 - V. V. Ganeshananthan, Brotherless Night

## #Thisbook
Al maig de 2014, el Premi Baileys Femení de ficció va llançar la campanya #ThisBook per esbrinar quins llibres, escrits per dones, van tenir el major impacte en els lectors. Es van triar "dinou dones inspiradores" per llançar la campanya i després milers de persones del públic en general van presentar les seves idees a través de Twitter. Els 20 guanyadors van ser anunciats el 29 de juliol de 2014. Els organitzadors van assenyalar que més de la meitat dels llibres guanyadors van ser publicats abans de 1960.
1. Matar un rossinyol, Harper Lee
2. El conte de la criada, Margaret Atwood
3. Jane Eyre, Charlotte Bronte
4. Harry Potter, J. K. Rowling
5. Cims borrascosos, Emily Bronte
6. Orgull i prejudici, Jane Austen
7. Rebecca, Daphne Du Maurier
8. Donetes, Louisa May Alcott
9. La història secreta, Donna Tartt
10. I Capture the Castle, Dodie Smith
11. La campana de vidre, Sylvia Plath
12. Beloved, Toni Morrison
13. Allò que el vent s'endugué, Margaret Mitchell
14. We Need to Talk About Kevin, Lionel Shriver
15. The Time Traveller's Wife, Audrey Niffenegger
16. Middlemarch, George Eliot
17. I Know Why the Caged Bird Sings, Maya Angelou
18. El quadern daurat, Doris Lessing
19. El color porpra, Alice Walker
20. The Women's Room, Marilyn French

## Crítica
El fet que el premi exclou els escriptors homes va provocar queixes. Després de la fundació del premi, Auberon Waugh li va posar el sobrenom de "Premi Llimona" mentre Germaine Greer va dir que aviat hi hi hauria un premi per "escriptors pelrojos". A. S. Byatt, qui va guanyar el Premi Booker, va dir que era un "premi sexista", argumentant que "mai va caldre tal premi" i va rebutjar la seva nominació.